# 병원정보시스템
병원정보시스템(hospital information system, HIS)은 병원에서 행정적인 필요에 주로 초점을 맞춘 의료정보학(health informatics)의 요소이다. HIS는, 의료, 행정, 재정적, 법적 문제 및 서비스의 해당 처리와 같은 병원의 운영의 모든 측면을 관리 할 수 있도록 설계 포괄적인 통합 정보 시스템이다. 가장 중요한 부분 중 하나는 의료 서비스이다. 병원은 사람들에게 의료 지원을 제공한다.
병원정보시스템은 1960대부터 개발되었으며, 병원내 의료 및 행정 업무를 관리하기 위한 시스템이다. 병원 내 진료현황부터 의약품 관리 및 재무 관리를 포함하기 때문에 매우 복잡하게 구성되어 있다.
병원정보시스템은 내부적으로 다음 시스템들의 결합으로 구성된다.
1. 임상 정보 시스템 (CIS)
2. 재무 정보 시스템 (FIS)
3. 검사실 정보 시스템 (LIS)
4. 간호 정보 시스템 (NIS)
5. 약국 정보 시스템 (PIS)
6. 의료 영상 저장 전송 시스템 (PACS)
7. 방사선과 정보 시스템(RIS)
8. 처방 전달시스템(OCS)
9. 전자 의료 기록(EMR)
10. 광역 의료 정보 시스템(WAMIS)

## 구조
병원 정보 시스템 구조는 세 가지 주요 단계 즉, 중앙 정부 수준, 지역 수준, 및 환자 운반 수준으로 나뉘어 있다. 일반적으로 모든 종류의 병원 정보 시스템(HIS)은 네트워킹 및 처리를 위해 클라이언트 - 서버 아키텍처에서 지원된다. HIS를 위한 대부분의 작업 위치는 현재 거주하는 형태이다. 모바일 컴퓨팅은 바퀴가 달린 PC 스탠드와 함께 시작했다. 이제는 태블릿 컴퓨터와 스마트폰 응용 프로그램이 사용된다.
인터넷 아키텍처를 가진 기업 HIS는 공공 의료 지역에서 성공적으로 전개되어 왔고, 더 많은 광범위한 기관에서 채택되었다.
병원 정보 시스템(HIS)은 중앙 전자 정보 시스템을 통해 환자 정보에 대한 접근을 개선하기위한 지방 차원의 사업이다. HIS의 목표는 환자 정보의 흐름과 의사와 다른 의료 제공자에 대한 접근성을 간소화하는 것이다. 서비스의 이러한 변화는 시간이 지남에 따라 환자 진료의 질과 환자의 안전을 향상시킬 수 있다.
환자는 시스템 레코드 환자 정보, 환자에대한 실험실 시험 결과 및 환자의 의사 정보를 필요로 하는 다른 기관에 이 정보를 전달한다. 그렇게 하면 의사는 쉽게 개인 정보, 검사 결과, 처방 및 이전에 액세스할 수 있다. 이를 통해 환자에 대한 치료 및 모니터링의 일정을 세우고 조기 경보 시스템을 관련 시스템에서 제공 할 수 있게 된다.

### 기능 분할
HIS는 주요 항목으로 데이터웨어 하우징을 가지고 있는데, 그래서 정보 관리에서 더 정적인 모델이 된다.
HIS는 멀티 벤더 시장에서 의료 전문분야에 대한 서브 시스템의 많은 다양함을 보여줄 뿐만 아니라, 특수 특정 확장자를 가진 하나 또는 여러 소프트웨어 구성 요소로 구성되어 있다.
전문적으로 구현된 구성요소의 이름을 보면 실험실 정보 시스템 (LIS), 정책 및 절차 관리 시스템,, 방사선과 정보 시스템 (RIS) 또는 영상 저장 전송 시스템 (PACS)이 있다.
아키텍처는 분산 형 접근법에서 이용될 수 있어야하고, 산업과 시장의 표준을 준수하는 표준 소프트웨어 제품의 사용량을 근간으로 한다. (예: 유닉스 운영 체제, 마이크로소프트 윈도우, 이더넷 및 TCP/IP 프로토콜에서의 근거리 통신망, SQL 언어나 오라클 데이터베이스를 기초로 하는 관계형 데이터베이스 관리 시스템, C 프로그래밍 언어).
시간이 지나감에 따라 구현되는 HIS와 CIS(Clinic Information System)는 침대 바로 옆에서 모바일 작업을 위한 모바일 프론트 엔드로서 스마트 폰과 태블릿이 더욱 비중이 높아져간다.

## 목적
병원 정보 시스템은 환자의 병력에 대한 정보의 공통 소스를 제공한다. 시스템은 안전한 장소에 데이터를 보관해야 하고, 특정 상황에 data를 접근 할 수 있는 사람을 제어해야 한다. 이러한 시스템은 환자의 의료 정보를 제공함으로써 치료를 조정하고, 장소및 필요시간을 조정하는 의료 전문가의 능력을 향상시킨다. 또한 엑스레이와 같은 영상결과를 포함하는 환자의 실험실 테스트 정보를 전문가가 접근할 수 있다. HIS는 의료 서비스 제공자들 사이의 내부 및 외부 통신을 제공한다.
HIS는 이 경우 병원인 기관, 공식 문서, 재무 상황 보고서, 개인 정보, 유틸리티 및 재고 상황을 제어할 수 있고 또한 환자 정보, 환자의 의료 기록, 처방전, 운영 및 실험실 테스트 결과를 안전한 장소에 보관할 수 있다.
HIS는 기관, 필기 오류, 과잉 문제, 일정 인원의 충돌, 세금준비 오류 같은 공적 문서 오류 같은 공식 문서를 보호할 수 있다.

### 조직구조
HIS 부서의 장은 자격이 있는 사람이어야 하고, 컴퓨터 시스템에 경험이있는 사람이어야 한다. 이 부서장에 대학원 및 대학원 컴퓨터 졸업장 / 학위 소지자를 사용할 수 있다. 전산화의 범위와 셋업, 그리고 복잡도의 정도에 따라, 그 부서는 부서장에 추가로 다음 직원의 일부 또는 전부를 가질 수있다.
기관의 조직 구조는 병원 내에서 관리의 수준을 의미하며, 이러한 수준은 병원 부서의 효율적인 관리를 할 수 있다. 조직 구조는 명령 및 작업 흐름의 병원 체인을 이해하는 데 도움이 된다. 일반적인 조직 구조 그룹은 관리 서비스, 정보 시스템 서비스, 치료 서비스, 진단 서비스 및 지원 서비스로 나뉜다. 병원 정보 시스템은 데이터베이스 관리자, 인터페이스 개발자, 환자 및 공식 사용자인 사용자로 확장할 수 있다.

### 시스템 관리자/데이터베이스 관리자
시스템 관리자 및 데이터베이스 관리자는 시스템 관리에 의해 시스템의 모든 데이터베이스 백업 및 복원 작업을 처리하기위한 높은 가동 시간을 보장할 책임이있다.

### 응용 프로그램 전문가와 교육자
소프트웨어 공급 업체와 함께 병원의 응용 프로그램 전문가는 응용 소프트웨어를 구현하기 위해 필요한 모든 활동에 참여하고 있다.
트레이너는 병원에서 신입 사원을 교육하고 재교육한다.

### 하드웨어/네트워크 엔지니어
하드웨어 / 네트워크 엔지니어는 병원에서 하드웨어 및 네트워크 시스템을 유지하기위한 책임이 있다. 그들은 모든 시스템을 온라인으로 유지해야 하고, 의사와 간호사에게 항상 환자정보를 사용가능하게 만들어주어야 하는 모든 문제 해결 활동을 수행한다.

## 표준
전체적인 표준화는 없지만, 데이터 형식과 데이터 교환을 위한 HL7 등의 표준들이 있다.
- 이를 통해 효율적이고 정확한 재무 관리, 환자의 다이어트, 공학, 의료 지원의 분배가 가능하고, 병원 성장의 폭 넓은 사진을 볼 수 있다.

- 이를 통해 약물 사용의 향상된 모니터링 및 효과 연구가 가능하여 더 적절한 의약품 사용을 촉진하면서 불리한 약물 상호 작용의 감소로 이어진다.

- 이를 통해 정보의 무결성을 향상시키고, 필사(수기기록) 오류를 줄이고, 정보 항목의 중복을 줄일 수 있다.[3]

- 병원 소프트웨어를 사용하기 용이하고, 필기에 의한 오차를 없애 준다. 새로운 기술 컴퓨터 시스템은 서버 나 클라우드 서버에서 정보를 가져 오도록 하여 완벽한 성능을 제공한다.

## 영문판 관련 정보
- en:Bioinformatics
- en:Clinical documentation improvement
- en:Continuity of care record (CCR)
- en:eHealth
- en:Electronic health record (EHR)
- en:Electronic medical record (EMR)
- en:Health information exchange (HIE)
- en:Health information management (HIM)
- en:Hospital information system
- Human resources for health (HRH) information system
- en:Neuroinformatics
- en:Personal health record (PHR)
- en:Public health informatics

## 대학의 의료정보학과
- 전북대학교 바이오메디컬공학부
- 인제대학교 보건융합대학 - 의용공학부[4]
- 건양대학교의 의료공과대학 - 의료IT공학과[5]
- 순천향대학교의 의료과학대학 - 의료IT공학과[6]
- 대구한의대의 의과학대학 - 의료산업융합학부 (IT의료산업학전공)[7]
- 교통대학교의 보건생명대학 - 의료정보공학과[8]

- 을지대의 의료IT학과
- 국립금오공대 메디칼IT융합공학과[9]
- 한라대학교의 의료IT융합학과
- 단국대의 생명의료정보학과/ 보건행정학과
- 연세대의 의과학대학 의학공학교실 - Center for emergency medical informatics[10]

## 국내 학회
- 대한의료정보학회[11]
- 한국의료정보교육협회[12]

## 의료정보관리사 라이센스
- 제1회 의료정보관리사 1급 시험 개최 (2014.11.29)/건양대학교[13]

## 같이 보기
- 클라우드 컴퓨팅
- 의료용 디지털 영상 및 통신 표준
- 전자의무기록
- 의학촬영
- 진료 기록
- 개인 건강 기록

1. ↑  “Healthcare territories that use MHO Hospital Information System”. webmhc.com. 2014년 12월 21일에 원본 문서에서 보존된 문서. 2012년 9월 18일에 확인함.
2. ↑  “Policy and Procedure Management Systems for Hospitals (2012)”. PolicyStat LLC. 2012년 7월 18일. 2012년 6월 16일에 원본 문서에서 보존된 문서. 2012년 7월 18일에 확인함.
3. ↑  “Hospital information systems definition given by US based”. Consultant.com. 2010년 6월 13일에 원본 문서에서 보존된 문서. 2012년 4월 15일에 확인함.
4. ↑  http://bme.inje.ac.kr
5. ↑  “보관된 사본”. 2014년 12월 21일에 원본 문서에서 보존된 문서. 2014년 12월 21일에 확인함.
6. ↑  “보관된 사본”. 2014년 12월 21일에 원본 문서에서 보존된 문서. 2014년 12월 21일에 확인함.
7. ↑  “보관된 사본”. 2015년 3월 21일에 원본 문서에서 보존된 문서. 2014년 12월 21일에 확인함.
8. ↑  http://www.ut.ac.kr/index.html
9. ↑  “보관된 사본”. 2016년 3월 4일에 원본 문서에서 보존된 문서. 2014년 12월 21일에 확인함.
10. ↑  “보관된 사본”. 2014년 12월 21일에 원본 문서에서 보존된 문서. 2014년 12월 21일에 확인함.
11. ↑  “보관된 사본”. 2014년 12월 21일에 원본 문서에서 보존된 문서. 2014년 12월 21일에 확인함.
12. ↑  “보관된 사본”. 2014년 12월 23일에 원본 문서에서 보존된 문서. 2014년 12월 21일에 확인함.
13. ↑  “보관된 사본”. 2015년 3월 21일에 원본 문서에서 보존된 문서. 2014년 12월 21일에 확인함.